# Pseudonym Records
Pseudonym Records was een Nederlands platenlabel.
Het platenlabel werd in 1992 in Maassluis opgericht door een liefhebber van nederpop, Hans van Vuuren, die muziek die tot dan toe niet op compact disc was verschenen, op dat medium uitbracht. Naast de muziek werd ook de geschiedenis van de betreffende muziekgroepen in beeld gebracht. De nederpop werd uitgebreid met muziek van onder meer The Sweet. Voor nieuwe een aanmerkelijk steviger repertoire werd het sublabel Transmission Records opgericht, dat werk uitbracht van artiesten als Ayreon.
In 2007 gingen Pseudonym en Transmission op in Centertainment, eveneens gevestigd te Maassluis. Dit label specialiseerde zich vervolgens in het uitbrengen van langspeelplaten. 
Een groot deel van het beginrepertoire is niet meer te verkrijgen. Hier een overzicht:
| Catalogusnummer | Artiest            | Album                                                                         |
| --------------- | ------------------ | ----------------------------------------------------------------------------- |
| CDP-1001        | Elastic Band       | Expansions of life                                                            |
| CDP-1002        | Q65                | Afghanistan                                                                   |
| CDP_1003        | Cosmic Dealer      | Crystalization                                                                |
| CDP-1004        | Motions            | Impressions of wonderful                                                      |
| CDP-1005        | The Outsiders      | C Q                                                                           |
| CDP-1006        | Cargo              | Cargo                                                                         |
| CDP-1007        | Livin' Blues       | The early blues sessions 67-72                                                |
| CDP-1008        | The Sweet          | Great balls of fire                                                           |
| CDP-1009        | The Sweet          | Love is like oxygen                                                           |
| CDP-1010        | The Outsiders      | C Q Sessions (dubbel-cd)                                                      |
| CDP-1011        | Finch              | Glory of the innerforce                                                       |
| CDP-1012        | Kayak              | Royal Bed Bouncer                                                             |
| CDP-1013        | Xymox              | Subsequent pleasures                                                          |
| CDP-1014        | The Dream          | Dream archives                                                                |
| CDP-1015        | Finch              | Beyond expression                                                             |
| CDP-1016        | Bonfire            | Bonfire goes bananas                                                          |
| CDP-1017        | Kayak              | Merlin                                                                        |
| CDP-1018        | Kayak              | Eyewitness                                                                    |
| CDP-1019        | Finch              | Galleons of passion                                                           |
| CDP-1020        | Verzamelalbum      |                                                                               |
| CDP-1021        | The Outsiders      | Outsiders (1967)                                                              |
| CDP-1022        | Magna Carta        | BBC-sessions                                                                  |
| CDP-1023        | Sandy Coast        | Shipwreck                                                                     |
| CDP-1024        | Kayak              | See see the sun                                                               |
| CDP-1025        | Kayak              | Kayak II                                                                      |
| CDP-1026        | Banzai             | Hora Nota                                                                     |
| CDP-1027        | The Sweet          | Alve and giggin’                                                              |
| CDP-1028        | The Sweet          | Hannover sessions (4 cd's)                                                    |
| CDP-1029        | The Sweet          | The answer                                                                    |
| CDP-1030        | Bodine             | Bodine                                                                        |
| CDP-1031        | Bodine             | Three times running                                                           |
| VDP-1032        | The Sweet          | 10 Times dynamite                                                             |
| CDP-1033        | Brainbox           | Brainbox                                                                      |
| CDP-1034        | Jan Akkerman       | Live Montreux 1978                                                            |
| CDP-1035        | Helloïse           | Cosmogony                                                                     |
| CDP-1036        | Normaal            | Singlecollectie (dubbel-cd)                                                   |
| VIOP-1037       | Normal             | Concrete jungle                                                               |
| CDP-1038        | Normaal            | Deur de joaren hen                                                            |
| CDP-1039        | Catapult           | The single collection                                                         |
| VIOP-1040       | Normaal            | Was ist Heute Los                                                             |
| CDP-1041        | Helloïse           | Polarity                                                                      |
| CDP-1042        | Livin’ Blues       | Ram Jan Josey                                                                 |
| CDP-1043        | Livin’ Blues       | Live                                                                          |
| CDP-1044        | Livin’ Blues       | Blue breeze                                                                   |
| CDP-1045        | Teaser             | Teaser                                                                        |
| CDP-1046        | Drama              | Drama                                                                         |
| CDP-1047        | Group 1850         | Agemo’s trip to mother Earth                                                  |
| CDP-1048        | Q65                | Revival                                                                       |
| CDP-1049        | Smile              | Ghost of a smile                                                              |
| CDP-1050        | Normaal            | De bur is trumpf                                                              |
| CDP-1051        | Verzamelalbum      |                                                                               |
| CDP-1052        | Normaal            | Stark wark                                                                    |
| CDP-1053        | Vengeance          | Rock and roll shower                                                          |
| CDP-1054        | Vengeance          | We have ways to make you rock                                                 |
| CDP-1055        | Normaal            | Kriebel in de konte (dubbel-cd)                                               |
| CDP-1056        | Normaal            | Title T.B.A. (4 cd's)                                                         |
| CDP-1057        | Jan Akkerman       | Hardware                                                                      |
| CDP-1058        | Jan Akkerman       | From the basement                                                             |
| CDP-1059        | Vengeance          | Take it or leave it                                                           |
| CDP-1060        | Vengeance          | Arabia (+ Arabia Archives) (dubbel-cd)                                        |
| CDP-1061        | Jan Akkerman       | Pressure point                                                                |
| CDP-1062        | Normaal            | Niet noar hus toe goan                                                        |
| CDP-1063        | The Zipps          | Be stoned! Dig: The Zipps                                                     |
| CDP-1064        | Ahora Mazda        | Ahora Mazda                                                                   |
| CDP-1065        | Hammerhead         | Heart of steel                                                                |
| CDP-1066        | Finch              | The making of Galleons Of Passion / Stage '76 (dubbel-cd)                     |
| CDP-1067        | Gruppo Sportivo    | Buddy Odor is a gas                                                           |
| CDP-1068        | Gruppo Sportivo    | Back to 78                                                                    |
| CDP-1069        | Gruppo Sportivo    | Pop! Goes to brain/Design moderne                                             |
| CDP-1070        | Gruppo Sportivo    | Married with singles                                                          |
| CDP-1071        | Vengeance          | Wings of an arrow                                                             |
| CDSP-1072       | Gruppo Sportivo    | I don’t think so                                                              |
| CDP-1073        | The Ousiders       | C Q                                                                           |
| CDP-1074        | Panthéon           | Orion                                                                         |
| CDP-1075        | Picture            | Heavy metal ears                                                              |
| CDP-1076        | Picture            | Diamond Dreamer                                                               |
| CDP-1077        | Rubberen Robbie    | Korte stukken en ouwe zooi                                                    |
| CDP-1078        | Lana Lane          | Ballad collection (dubbel-cd)                                                 |
| CDP-1079        | Lana Lane          | Garden of the moon (dubbel-cd)                                                |
| CDP-1080        | Lana Lane          | Curious goods (dubbel-cd)                                                     |
| CDP-1081        | Lana Lane          | Love is an illusion (dubbel-cd)                                               |
| CDP-1082        | Lana Lane          | 20th Century live (dubbel-cd)                                                 |
| CDP-1083        | Lana Lane          | Seasons end (3track CDS)                                                      |
| CDP-1084        | Motions            | Introduction/Their own way                                                    |
| CDP-1085        | Lemming            | The devil sent us Lemming                                                     |
| CDP-1086        | Coda               | Sounds of passion (dubbel-cd)                                                 |
| CDP-1087        | John the Revelator | Wild blues                                                                    |
| CDP-1088        | BZN                | Moments In Time: The Essential Negram Collection (dubbel-cd + dvd)            |
| CDP-1089        | Tielman Brothers   | Totally Tielman (3 cd's)                                                      |
| CDP-1090        | John the Revelator | Down in the mud                                                               |
| CDP-1091        | BZN                | Mon Amour                                                                     |
| CDP-1093        | The Skankin' Monks | Ma belle amie                                                                 |
| CDP-1099        | Tee Set            | She Likes Weeds - Collected (dubbel-cd)                                       |
| CDP-1102        | Outsiders          | Beat Legends (cd + boek)                                                      |
| CDP-1103        | Cliff Richard      | Rockin' with The Shadows (dubbel-cd)                                          |
| CDP-1120        | Normaal            | De Wilde Joaren - Nooit eerder vrijgegeven radio-actief materiaal (dubbel-cd) |